# Миодраг Радоњић
Миодраг Радоњић (Београд, 3. мај 1989) српски је глумац и продуцент.

## Биографија
Факултет драмских уметности у Београду уписао је са осамнаест година у класи професора Драгана Петровића, а дипломирао 2015. године на одсеку за глуму. Прве улоге у позоришту остварио је током студирања, а на филму је дебитовао 2010. године у комедији Нова шанса.
Широј јавности познат је након улоге у филму Јужни ветар и истоименој серији где тумачи улогу Баће, улози Зорана Јанкетића у серији Убице мог оца, као и по улогама у филмовима Балканска међа и Хотел Београд.
Са колегом Милошем Биковићем 2016. године основао је продуцентску кућу Archangel studios.

## Каријера
Након прве филмске улоге у комедији Нова шанса из 2010. године, Радоњић је имао улогу у краткометражном филму Међ јавом и међ сном као Лаза Костић, а након тога имао улогу у једној епизоди ТВ серије Мирис кише на Балкану као Душанов колега. У филму Октобар који је премијерно приказан 2011. године имао је улогу Бритве у сегменту „Приче из гроба”, а након тога улогу Свете у две епизоде ТВ серије Непобедиво срце. Као Муња појавио се у српској телевизијској серији Певај, брате!, а након тога и у краткометражном филму Приче из гроба. Улогу шефа циглане имао је у једној епизоди ТВ серије  Војна академија, а након тога улогу Поповића у кратком филму Излаз у случају опасности, који је приказан 2014. године.
У филму Марко Краљевић - Фантастична авантура из 2015. године имао је улогу Мусе Кесеџије, а након тога појавио се у улози Трајка Рајковића у филму Бићемо прваци света. У филму Игра у тами Југа Радивојевића, Радоњић је био у улози Луиђија, а након тога појавио се у десет епизода ТВ серије Чизмаши као Стевица Тодоровић. У ТВ серији Прваци света из 2016. године имао је улогу Трајка Рајковића, а након тога појавио се у девет епизода црногорске ТВ серије Божићни устанак као Данило Божов. У ТВ филму Моја кћерка недостаје из 2017. године имао је улогу Драгана, а након тога улогу Баће у филму Јужни ветар. У руско-српском акционом филму Балканска међа глумио је у улози Амира, а након тога као Срећко у филмској комедији Хотел Београд. Као Баћа појавио се и у ТВ серији  Јужни ветар, а у плану је снимање филмова Caprio и Јужни ветар 2 где ће Радоњић такође имати улоге.
Од децембра 2023. члан је БДП-а.

## Улоге
| Год.       | Назив                                 | Улога             |
| ---------- | ------------------------------------- | ----------------- |
| 2010-е     |                                       |                   |
| 2010.      | Нова шанса                            |                   |
| 2010.      | Међу јавом и међ сном                 | Лаза Костић       |
| 2011.      | Мирис кише на Балкану                 | Душанов колега    |
| 2011.      | Октобар                               | Бритва            |
| 2011.      | Непобедиво срце                       | Света             |
| 2011.      | Певај, брате!                         | Муња              |
| 2011.      | Приче из гроба                        | Бритва            |
| 2012.      | Војна академија                       | шеф циглане       |
| 2014.      | Излаз у случају опасности             | Поповић           |
| 2015.      | Марко Краљевић - Фантастична авантура | Муса Кесеџија     |
| 2015.      | Бићемо прваци света                   | Трајко Рајковић   |
| 2015.      | Игра у тами                           | Луиђи             |
| 2015—2016. | Чизмаши                               | Стевица Тодоровић |
| 2016.      | Прваци света                          | Трајко Рајковић   |
| 2016—данас | Убице мог оца                         | Зоран Јанкетић    |
| 2017.      | Божићни устанак                       | Данило            |
| 2017.      | Моја кћерка недостаје                 | Драган            |
| 2018.      | Јужни ветар                           | Баћа              |
| 2019.      | Балканска међа                        | Амир              |
| 2019.      | Хотел Београд                         | Срећко            |
| 2020-е     |                                       |                   |
| 2020−данас | Јужни ветар (ТВ серија)               | Баћа              |
| 2020.      |                                       | отац              |
| 2020.      | Случај породице Бошковић              | Живорад           |
| 2021.      | Дрим тим                              | Миле топ          |
| 2021.      | Јужни ветар 2: Убрзање                | Баћа              |
| 2022.      | Комедија на три спрата                | Момо              |
| 2023.      | Индиго кристал                        | Вук               |
| 2024.      | Воља синовљева                        |                   |

## Представе
| Представа             | Улога          | Позориште                      |
| --------------------- | -------------- | ------------------------------ |
| Игра у тами           | Луиђи          | Позориште „Бошко Буха” Београд |
| Крчмарица Мирандолина | Фабрицио       | Позориште „Бошко Буха” Београд |
| Василиса Прекрасна    | Василије       | Позориште „Бошко Буха” Београд |
| Усамљени запад        | Отац Велш      | Београдско драмско позориште   |
| Лептири су слободни   | Џон            | Звездара театар                |
| Цар Константин        | Цар Константин | Народно позориште у Београду   |
| Мале тајне            | Душан          | Опера и театар Мадленијанум    |
| Празан град           | Геро           | Београдско драмско позориште   |
| Осврни се у гневу     | Џими           | Београдско драмско позориште   |

## Награде
- Награда за најбољу епизодну мушку улогу, за улогу Баће у филму Јужни ветар (2018)[12]
- Специјална награда за улогу Бритве у филму Октобар на Синема сити[13]